# Sarah Dequinan
Sarah Dequinan (* 22. Dezember 1992) ist eine philippinische Leichtathletin, die sich auf den Siebenkampf spezialisiert hat und auch im Hochsprung zahlreiche Erfolge feierte.

## Sportliche Laufbahn
Erste internationale Erfahrungen sammelte Sarah Dequinan im Jahr 2019, als sie bei den Südostasienspielen in Capas mit 5101 Punkten die Goldmedaille im Siebenkampf belegte. 2022 gewann sie dann bei den Südostasienspielen in Hanoi mit 5381 Punkten die Silbermedaille hinter der Vietnamesin Nguyễn Linh Na, wie auch bei den Südostasienspielen 2023 in Phnom Penh mit 5369 Punkten. Zuvor gelangte sie bei den Hallenasienmeisterschaften in Astana mit 3530 Punkten auf Rang neun im Fünfkampf. Im Juli belegte sie bei den Freiluftmeisterschaften in Bangkok mit 5446 Punkten den fünften Platz im Siebenkampf und wurde im Oktober bei den Asienspielen in Hangzhou mit 5154 Punkten Neunte.
2022 wurde Dequinan philippinische Meisterin im Hochsprung.

## Persönliche Bestleistungen
- Hochsprung: 1,72 m, 10. Mai 2023 in Phnom Penh
- Siebenkampf: 5381 Punkte, 17. Mai 2022 in Hanoi
  - Fünfkampf (Halle): 3550 Punkte, 10. Februar 2023 in Astana